# Gréta Švercelová
Gréta Švercelová, provdaná Jezná (*15. červen 1947 Brodzany, Československo) je operní zpěvačka (soprán), zpívala i v operetách a muzikálech.

## Životopis
Gréta Švercelová absolvovala na konzervatoři v Bratislavě v roce 1968. Od roku 1967 účinkovala jako sólistka Státní opery v Banské Bystrici, účinkovala také v Divadle Jozefa Gregora Tajovského ve Zvolenu. V roce 1974 se stala členkou Nové scény v Bratislavě. Zpívala v operách, účinkovala v operetách i muzikálech. Účinkovala i v činoherních představeních v divadle ve Zvolenu.

### Banská Bystrica a Zvolen
V Banské Bystrici zpívala Marii v opeře Car a tesař, Amarillis v opeře Erindo , Zerlinu v opeře Don Giovanni, Mussetu v Bohémě, Arsenu v operetě Cikánský baron, Jeanettu v operetě Modrá růže, Rose Marii ve stejnojmenné opeře. Vystupovala také v činoherních představeních ve Zvolenu – v jednoaktovkách J. G. Tajovského Matka, Tma a dramatu Hřích. Nastudovala roli Alicie ve hře Dům se sedmi balkóny, hrála také v historické hře Pohár vody od E. Scriba 

### Nová scéna v Bratislavě
Po příchodu na Novou scénu účinkovala v muzikálu Princ a žebrák v režii Ivana Krajíčka. Hrála a zpívala v operetách, muzikálech. Byla Manon, Cecílie v Příteli Bunburym, Carolina v Ohnivákovi, Constance ve Třech mušketýrech, Giovanna v Když je v Římě neděle, Beatrice v opeře Mafiozo, slečna Pistache v Kankánu, Fran Kubelíková v komediálním muzikálu Sliby se slibují.
Vytvořila roli Rady v muzikálu Cikáni jdou do nebe, Nány v Červené karavaně, postavu Grušínské v muzikálu Grand Hotel, byla Vypravěčkou v muzikálu Josef a jeho úžasný pestrobarevný plášť, Dolly v Hello Dolly.
Mezi další role Gréty Švercelové patří: Hana Glamamry v Lehárově Veselé vdově, Silvia v Kálmanově Čardášové princezně, Euridika v Orfeovi v Podsvětí, Helena v Offenbachově Krásné Heleně, Anina v Noci v Benátkach Johana Strausse atd.

### Televizní tvorba
Gréta Švercelová účinkovala v hudebně-zábavných programech Československé televize například „Večer v Orfeu“, „Těžké je studium žen“, „Hvězdy operetního nebe“. Zahrála si v televizních inscenacích: „Dům pro čtyři“, „Není všední den“ a „Jaký jste kavalír“.
Vystupovala na koncertech při různých kulturních a společenských akcích, zpívala v hudebním programu Ivana Krajíčka „Repete“.

### Pedagogická činnost a ocenění
Po ukončení pěvecké kariéry v roce 1999, se z Bratislavy vrátila do domu rodičů v Brodzanech. I v důchodovém věku učí na soukromé konzervatoři Dezidera Kardoša v Topoľčanech.
V srpnu 2007 získala „Cenu městské části Bratislava - Nové Město“ při příležitosti Dne Ústavy SR.